# Autostrada Adriatică-Ionică
Autostrada Adriatică-Ionică (în albaneză Autostrada Adriatiko-Joniane; în bosniacă și croată Jadransko-jonska autocesta; în Muntenegreană și sârbă: Jadransko-jonski auto-put; în greacă: Aftokinitodromos Adriatikis-Ioniou; în italiană Autostrada Adriatico-Ionica) sau Autostrada Trieste-Kalamata sau Coridorul Albastru, este o autostradă viitoare care se va întinde de-a lungul întregului țărm estic al Mării Adriatice și Ionice, traversând coasta de vest a Peninsulei Balcanice din Italia, la nord, prin Slovenia, Croația, Muntenegru, Albania până în Grecia, la sud.

## Prezentare generală
Drumul este planificat să fie construit la standarde complete de autostradă. Va începe în Trieste, Italia, va trece prin Slovenia, va intra în Croația lângă Rijeka și va continua prin Croația ca parte a autostrăzii A1. Drumul va fi conectat la Muntenegru prin Croația, dacă se va construi Podul Pelješac. După ce trece de Ulcinj, autostrada va intra în Albania la sud de Lacul Skadar și va continua spre sud, trecând prin Shkodër, Tirana, Rrogozhina, Fier și Gjirokastra. Părăsind Albania, autostrada va urma Autostrada A5 din Grecia, terminându-se la Kalamata.
Drumul este considerat o chestiune de importanță națională pentru Croația, Muntenegru și Albania. Aceste țări au lansat o inițiativă de a include autostrada în coridoarele paneuropene pentru a putea obține finanțare externă.

### Italia
Pentru începutul autostrăzii Adriatică-Ionică la Trieste, se folosește drumul existent RA 13⁠(d) până la granița cu Slovenia. RA 13 este conectat la autostrada A3 din Slovenia.

### Slovenia
Secțiunea slovenă începe cu autostrada A3 existentă, de la granița cu Italia la Sežana, până la intersecția cu autostrada A1. Traseul următor nu este încă planificat, dar va duce la granița croată lângă Jelšane, unde va fi conectat la autostrada croată A7. Până la construirea acestui segment, traficul se desfășoară pe un drum național.

### Croația

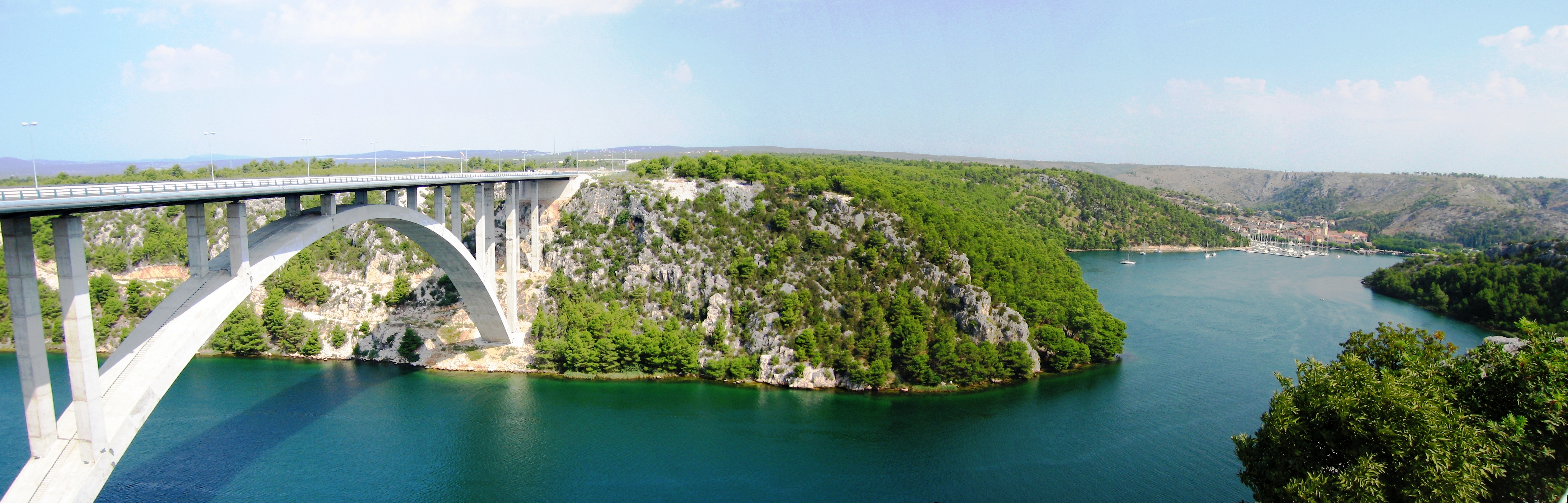
Podul peste râul Krka care traversează autostrada A1 la sud de Skradin, în imediata vecinătate a Parcului Național Krka

În Croația, Autostrada Adriatică-Ionică este planificată să urmeze traseele autostrăzii A7 pe toată lungimea sa și autostrada A1 de la intersecția Žuta Lokva⁠(d) până la punctul de frontieră Nova Sela.
Până acum, Croația a înregistrat cele mai mari progrese la secțiunea sa prin finalizarea unor părți semnificative ale autostrăzii A7 și autostrăzii A1.
Autostrada A7 este finalizată de la granița slovenă de la Rupa, ocolind Rijeka și conectându-se la autostrada A6. Construcția segmentului de la această intersecție până la o intersecție planificată cu A1 la Žuta Lokva⁠(d) este în prezent încetinită și planificată ca un proiect pe termen lung. Până la finalizarea acestui sector, traficul poate utiliza fie un traseu indirect către A1 prin autostrada A6 (până la intersecția autostrăzilor A1 și A6 la intersecția Bosiljevo 2), fie un traseu mai direct către A1 prin drumul național D8 (cunoscut și ca Autostrada Adriatică⁠(d)).
Autostrada Adriatică-Ionică urmează traseul autostrăzii A1 de la intersecția Žuta Lokva⁠(d) până la punctul de frontieră Nova Sela, unde se conectează la autostrada A1 din Bosnia și Herțegovina.
| rutare | rutare                                       | rutare   | rutare |
| drum   | întindere                                    | distanță | stare |
| ------ | -------------------------------------------- | -------- | --- |
| A7     | frontiera Sloveniei / Rupa - Matulji         | 16 km    | efectuat |
| A7     | Matulji - Orehovica                          | 12 km    | finalizat (cca 135 km de la Orehovica pe autostrada existentă A6/A1 prin Bosiljevo până la Žuta Lokva⁠(d)                        |
| A7     | Orehovica - Sveti Kuzam⁠(d) - Križišće⁠(d)     | 14 km    | efectuat |
| A7     | Križišće⁠(d) - Žuta Lokva⁠(d)                  | 69 km    | planificat, acum D8 până la Senj și D23 până la Žuta Lokva⁠(d) (adică în total 83 km de la Orehovica luând A6/A1 prin Bosiljevo) |
| A1     | Žuta Lokva⁠(d) - Zadar - Split - Nova Sela⁠(d) | 360 km   | efectuat |

### Bosnia si Herțegovina
Nu a fost încă definit dacă o autostradă va trece prin sudul Bosniei și Herțegovinei, lângă Trebinje. Un traseu care trece prin câmpul Trebinje ar necesita aprobarea atât a Cantonului Herțegovina-Neretva, cât și a Republicii Srpska.

### Muntenegru

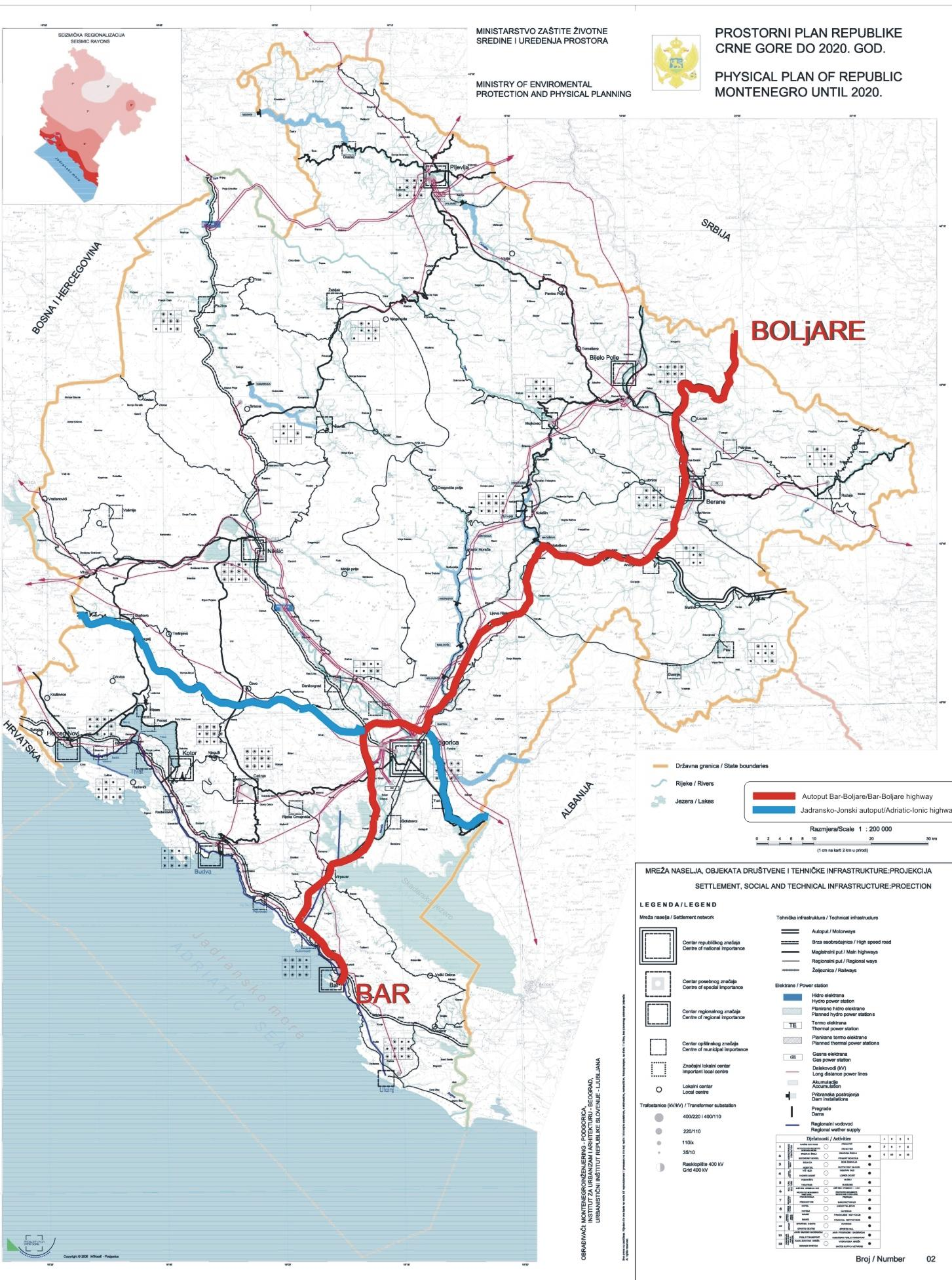
Coridoarele viitoarelor autostrăzi din Muntenegru. Autostrada Adriatică - Ionică este marcată cu albastru

În Planul Spatial al Muntenegrului, traseul Autostrăzii Adriatică-Ionică este definit în prezent astfel:
- Nudo (granița cu Bosnia și Herțegovina) - Grahovo - Čevo - (Podgorița) Mareza⁠(d) - (Podgorița) Smokovac - Dinoša - Božaj (granița cu Albania)

Astfel, Guvernul Muntenegrului a luat în considerare doar opțiunea unei autostrăzi care traversează sudul Bosniei și Herțegovinei lângă Trebinje. De asemenea, este planificat un drum expres paralel de-a lungul coastei, care se va conecta direct la rețeaua de drumuri croată la Debeli Brijeg⁠(d), însă acesta nu este considerat parte a traseului Adriatic-Ionic și nu va fi construit la standarde complete de autostradă. Acest traseu este destinat să degreveze Autostrada Adriatică⁠(d) și va urma îndeaproape coasta muntenegreană, incluzând podul Verige în traseul său.
Lungimea aproximativă a autostrăzii prin Muntenegru este de 100 km, dintre care 10 km între Mareza și Smokovac sunt împărțiți cu autostrada Belgrad-Bar.
Construirea autostrăzii Belgrad-Bar este în prezent o prioritate pentru Muntenegru, iar activitățile concrete privind construirea Autostrăzii Adriatică-Ionică urmează să înceapă.

### Albania
Albania și-a finalizat în mare parte coridorul nord-sud (SH1 și SH4) care conectează Muntenegrul cu Grecia. Părțile rămase ale coridorului sunt planificate să fie extinse la standarde complete de autostradă, cum ar fi construirea de noi secțiuni între punctul de frontieră Muriqan/Sukobin și SH1 la Bushat, la sud de Shkodër, autostrada Thumane-Kashar-Rrogozhinë, parte a modernizării Milot-Fier la standard de autostradă, cu legătură la ocolișul Fier, și extinderea SH4 la sud de Fier cu o mică deviere la Pocem, lângă Memaliaj. Autostrada din Albania va trece pe porțiunea curentă de-a lungul câmpiei de vest, va ocoli Tirana prin autostrada nou planificată Thumane-Kashar-Rrogozhinë, va continua spre sud pe SH4 existentă și va intra în interior la Fier spre Tepelena și Gjirokastra. Mai puțin de jumătate dintre segmentele de mai sus sunt cu sens unic, cunoscute sub numele de superstradë, în timp ce segmentele SH4 Rrogozhinë-Fier și A1 Milot-Thumanë au fost extinse la două benzi de circulație, cunoscute sub numele de autostradë.
| rută             | rută                                           | rută      | rută |
| drum             | întindere                                      | distanță  | stare |
| ---------------- | ---------------------------------------------- | --------- | --- |
| SH1              | Granița cu Muntenegru / Muriqan⁠(d) - Bushat⁠(d) | ca. 20 km | o nouă secțiune planificată între punctul de trecere a frontierei Muriqan/Sukobin și SH1 la Melgushe lângă Bushat, la sud de Shkodër        |
| SH1              | Melgushe - Balldren - Milot                    | ca. 45 km | finalizat ca o singură cale, pentru a fi extins la standardul de autostradă, noua secțiune de ocolire Lezhë sub formă de tunel la Balldren. |
| A1               | Milot - Thumane                                | ca. 14 km | finalizat ca autostradă (autostradë) |
| A1               | Thumane - Kashar                               | ca. 21 km | finalizat ca autostradă (autostradë) |
| SH2 - SH85 - SH4 | Kashar - Rrogozhine                            | ca. 55 km | noua secțiune planificată să lege Tirana cu actualul SH4 la Rrogozhine                                                                      |
| SH4              | Rrogozhine - Fier (Levan)                      | ca. 60 km | finalizată ca o autostradă cu două benzi (autostradë), ocolirea Fier este finalizată                                                        |
| SH4              | Fier (Levan) - Fratar                          | ca. 52 km | finalizat ca o singură cale (superstradë)                                                                                                   |
| SH4              | Fratar - Memaliaj                              | ca. 28 km | secțiune nouă care urmează să fie construită deviând de la actualul SH4                                                                     |
| SH4              | Memaliaj - Tepelene - Gjirokaster              | ca. 35 km | finalizat ca o singură cale (superstradë), ocolirile Tepelene și Gjirokaster urmează să fie finalizate                                      |
| SH4              | Gjirokastër - Kakavija⁠(d) / granița cu Grecia  | ca. 30 km | finalizat ca o singură cale (superstradë)                                                                                                   |

### Grecia
În Grecia, Autostrada Adriatică-Ionică urmează GR-5 de la granița albaneză de la Kakavia până la Ioannina, o secțiune planificată să fie modernizată la autostradă. De acolo, urmează autostrada A5 (Ionia Odos⁠(d)) până la Antirrio, unde traversează Golful Corint prin podul Rio-Antirrio pentru a întâlni autostrada A8 (Olympia Odos⁠(d)) la Rio.
De la Rio la Pyrgos, este în construcție o altă autostradă (care va fi extinderea Olympia Odos⁠(d)-A5), pentru a înlocui acea secțiune a drumului național existent GR-9. Celălalt segment de la Pyrgos la Kalo Nero este întârziat din cauza problemelor de mediu legate de Lacul Kaiafas. Drumul Kalo Nero - Tsakona este o ramură a GR-9 și duce la intersecția cu autostrada A7, lângă orașul Kalamata.
| rută | rută                                                      | rută      | rută                                                              |
| drum | întindere                                                 | distanță  | stare                                                             |
| ---- | --------------------------------------------------------- | --------- | ----------------------------------------------------------------- |
| N22  | frontiera cuAlbania / Kakavia - Ioannina (intersecția A2) | ca. 50 km | Drum național, modernizare planificată pentru a deveni autostradă |
| A5   | Ioannina (intersecția A2) - Filippiada                    | ca. 50 km | Finalizată în August 2017                                         |
| A5   | Filippiada - Arta sud (ocolirea Arta)                     | ca. 17 km | Finalizată în 2003                                                |
| A5   | Amfilochia - Arta                                         | ca. 34 km | Finalizată în August 2017                                         |
| A5   | Kouvaras - Amfilochia                                     | ca. 26 km | Finalizată în Decembrie 2016                                      |
| A5   | Kouvaras - Etoliko (Agrinio ocolire)                      | ca. 34 km | Finalizată în Mai 2009                                            |
| A5   | Etoliko - Antirrio                                        | ca. 45 km | Finalizată în Iunie 2017                                          |
| A5   | Antirrio - Rio (Rio-Antirrio bridge)                      | ca. 5 km  | Finalizată în 2004                                                |
| A5   | Rio - Mintilogli (Patras ocolire)                         | ca. 20 km | Finalizată în 2002                                                |
| TBD  | Mintilogli - Pyrgos                                       | ca. 75 km | Finalizare prevăzută în 2025                                      |
| TBD  | Pyrgos - Kalo Nero                                        | ca. 50 km | Amânată din cauza problemelor de mediu                            |
| TBD  | Kalo Nero - Tsakona                                       | ca. 30 km | Va fi transformat în autostradă                                   |